# Kolonia Janów
Kolonia Janów is een plaats in het Poolse district  Miński, woiwodschap Mazovië. De plaats maakt deel uit van de gemeente Mińsk Mazowiecki en telt 170 inwoners.